# Stenosophrops
Stenosophrops är ett släkte av skalbaggar. Stenosophrops ingår i familjen Melolonthidae.
Kladogram enligt Catalogue of Life:
| Stenosophrops | \| \| Stenosophrops convexopyga \| \| \| \| \| \| Stenosophrops fuscicollis \| \| \| \| \| \| Stenosophrops longicornis \| \| \| \| \| \| Stenosophrops shykshana \| \| \| \| \| \| Stenosophrops tuberculata \| \| \| \| |
|               | \| \| Stenosophrops convexopyga \| \| \| \| \| \| Stenosophrops fuscicollis \| \| \| \| \| \| Stenosophrops longicornis \| \| \| \| \| \| Stenosophrops shykshana \| \| \| \| \| \| Stenosophrops tuberculata \| \| \| \| |
|               | Stenosophrops convexopyga |
|               | |
|               | Stenosophrops fuscicollis |
|               | |
|               | Stenosophrops longicornis |
|               | |
|               | Stenosophrops shykshana |
|               | |
|               | Stenosophrops tuberculata |
|               | |